# Nena (groupe)
Cet article concerne le groupe. Pour la chanteuse, voir Nena.
Nena est le nom d'un groupe ouest-allemand de style Neue Deutsche Welle, actif entre 1981 et 1987, et aussi le surnom (pseudonyme) de sa chanteuse, Gabriele Kerner dite « Nena » (qui a continué une carrière en solo après l’arrêt du groupe).
Le groupe est surtout connu internationalement pour sa chanson 99 Luftballons, sortie en 1983 en Allemagne de l'Ouest.
En 1987, le groupe s'est séparé et Nena (la chanteuse) s'est lancée dans une carrière solo en 1989.

## Histoire
Nena 80's : le groupe s'est classiquement composé autour des instruments : clavier, batterie, guitare basse et guitare électrique, autour de la chanteuse (et les chœurs).
Les chansons les plus célèbres de Nena sont :
- « 99 Luftballons », sortie en 1983 (en République fédérale d'Allemagne - RFA), 1984 (au Royaume-Uni - U.K.) ;
- « Irgendwie, Irgendwo, Irgendwann » (« Anyway, anywhere, anywhen ») (« N'importe comment, n'importe où, n'importe quand »)[N 1].

En 2002, Nena et Kim Wilde ont chanté Anyplace, anywhere, anytime en duo.

## Biographie de membres du groupe

### Carlo Karges
Carlo Karges (Carlo Karges (de)) (né le 31 juillet 1951 à Hambourg, mort le 30 janvier 2002 à Hamburg) était un musicien allemand devenu guitariste et parolier pour le groupe allemand de rock, Nena. Il a écrit les paroles de la chanson la plus célèbre de Nena, « 99 Luftballons » (« 99 ballons de baudruche » en français) publiée en 1983.
C. Karges a grandi avec sa mère célibataire à Hambourg, et commencé étudiant à jouer de la guitare et à composer des chansons.
En 1981, il rejoint Gabriele « Nena » Kerner, Rolf Brendel, Jürgen Dehmell et Uwe Fahrenkrog-Petersen pour fonder le groupe éponyme Nena, où il est le guitariste.
Carlo Karges a eu l'idée de la chanson 99 Luftballons lors d'un concert des Rolling Stones, à Berlin-Ouest, où il a vu des ballons qui s'envolaient. Il a écrit les paroles et Uwe Fahrenkrog-Petersen, le claviériste de Nena, a composé la musique.
C. Karges est mort à la clinique Eppendorf le 30 janvier 2002, à l’âge de 50 ans, des suites d’une maladie du foie. Il a été enterré au cimetière d'Ohlsdorf de Hamburg.

### Jörn-Uwe Fahrenkrog-Petersen
Jörn-Uwe Fahrenkrog-Petersen (Uwe Fahrenkrog-Petersen) (né le 10 mars 1960) est un allemand claviériste, producteur et compositeur.
Il était le claviériste du groupe Nena et a co-écrit leur fameux succès mondial « 99 Luftballons » (« 99 ballons » en français).
- Archives (en) : Lost Idols, Nena archived (The Wayback Machine) 7 septembre 2002

### Autres
Rolf Brendel (de) (né le 13 juin 1957 à Hagen) est un batteur allemand. Il était membre du groupe Nena.
Jürgen Dehmel (de) (né le 12 août 1958) est un musicien allemand qui était bassiste du groupe Nena dans les années 1980.

## Postérité du groupe
Durant l’été 2009, la télévision franco-allemande Arte a diffusé un reportage sur la plus célèbre chanson de Nena (99 Luftballons), et les circonstances de sa création, sujet accompagné d’un remix chanté par Nena.